# Terre de Lemnos
La terre de Lemnos, provenant de Lemnos, était un des multiples constituants de la thériaque de la pharmacopée maritime occidentale au XVIIIe siècle . 
Ses vertus étaient reconnues dès l'Antiquité, où Galien, Pline ou encore Philostrate parlent d'une terre rougeâtre permettant de soigner les morsures de serpent